# Благотворително дружество „Ощима“
Благотворителното дружество „Ощима“ (на английски: Benefit Society Oshchima) е неполитическа организация на македонски българи, бежанци от костурското село Ощима в Торонто, Канада.
Дружеството е основано през 1907 година от емигранти, установили се в Канада през 1904 година. През 1915 година към тях се присъединява и първата жена. Към 1982 година в Торонто живеят около 800 души с произход от Ощима. За членовете на дружеството са осигурени безплатни две погребални места в района на града.
Сред неговите активисти е Божин Темов.